# Чемпионат мира по шорт-треку 1986
Чемпионат мира по шорт-треку 1986 года проходил с 4 по 6 апреля в Шамони (Франция).

## Общий медальный зачёт
| Место         | Страна         | Золото | Серебро | Бронза | Всего |
| ------------- | -------------- | ------ | ------- | ------ | ----- |
| 1             | США            | 4      | 0       | 2      | 6     |
| 2             | Япония         | 3      | 2       | 2      | 7     |
| 3             | Канада         | 2      | 8       | 3      | 13    |
| 4             | Нидерланды     | 1      | 0       | 1      | 2     |
| 5-6           | Великобритания | 0      | 0       | 1      | 1     |
| 5-6           | Италия         | 0      | 0       | 1      | 1     |
| Всего медалей | Всего медалей  | 10     | 10      | 10     | 30    |

## Медалисты

### Мужчины
| Дисциплина | Золото                                                                                      | Серебро                                                                       | Бронза                                                                   |
| ---------- | ------------------------------------------------------------------------------------------- | ----------------------------------------------------------------------------- | ------------------------------------------------------------------------ |
| Многоборье | Тацуёси Исихара Япония                                                                      | Ги Деньо Канада                                                               | Роберт Дюбрей Канада                                                     |
| 500 м      | Тацуёси Исихара Япония                                                                      | Роберт Дюбрей Канада                                                          | Уилф О'Рейли Великобритания                                              |
| 1000 м     | Ги Деньо Канада                                                                             | Юити Акасака Япония                                                           | Тацуёси Исихара Япония                                                   |
| 1500 м     | Тацуёси Исихара Япония                                                                      | Мишель Деньо Канада                                                           | Роберт Дюбрей Канада                                                     |
| 3000 м     | Тосинобу Каваи Япония                                                                       | Ги Деньо Канада                                                               | Роберт Дюбрей Канада                                                     |
| Эстафета   | Нидерланды · Чарльз Велдховен · Петер ван дер Велде · Жако Мос · Йерун Оттер · Менно Булсма | Канада · Ги Деньо · Луи Гренье · Мишель Деньо · Мишель Делиль · Роберт Дюбрей | Япония · Тацуёси Исихара · Тосинобу Каваи · Юити Акасака · Ясухико Хомма |

### Женщины
| Дисциплина | Золото                                                                            | Серебро                                                              | Бронза                                                                                         |
| ---------- | --------------------------------------------------------------------------------- | -------------------------------------------------------------------- | ---------------------------------------------------------------------------------------------- |
| Многоборье | Бонни Блэр США                                                                    | Мариз Перро Канада                                                   | Натали Ламбер Канада                                                                           |
| 500 м      | Бонни Блэр США                                                                    | Мариз Перро Канада                                                   | Кристина Шиолла Италия                                                                         |
| 1000 м     | Бонни Блэр США                                                                    | Натали Ламбер Канада                                                 | Тара Ласло США                                                                                 |
| 1500 м     | Бонни Блэр США                                                                    | Натали Ламбер Канада                                                 | Тара Ласло США                                                                                 |
| 3000 м     | Эйко Сисии Япония                                                                 | Бонни Блэр США                                                       | Мариз Перро Канада                                                                             |
| Эстафета   | Канада · Натали Ламбер · Иден Донателли · Сьюзан Ош · Ариан Луаньон · Мариз Перро | Япония · Хироми Такеути · Эйко Сисии · Марико Киносита · Юмико Ямада | Нидерланды · Моник Велзебур · Симона Велзебур · Мануэла Оссендрейвер · Эсмеральда Оссендрейвер |